# Mansuè
Mansuè és un municipi italià, dins de la província de Treviso. L'any 2007 tenia 4.841 habitants. Limita amb els municipis de Fontanelle, Gaiarine, Gorgo al Monticano, Oderzo, Pasiano di Pordenone (PN), Portobuffolé i Prata di Pordenone (PN).

## Fraccions i nuclis habitats
- Mansuè: 1.905
- Bbasalghelle: 92
- Cornarè: 191
- Fossabiuba: 167
- Rigole: 220
- Borgo Rigole: 47
- Castella: 18
- Tremeacque: 38

## Administració
| Període | Identitat         | Partit          |
| ------- | ----------------- | --------------- |
| 2008-   | Giuseppe Vizzotto | LN-Lliga Vèneta |